# Orchard Homes
Orchard Homes és una concentració de població designada pel cens dels Estats Units a l'estat de Montana. Segons el cens del 2000 tenia 5.199 habitants.

## Demografia
Segons el cens del 2000, Orchard Homes tenia 5.199 habitants, 2.034 habitatges, i 1.466 famílies. La densitat de població era de 314,6 habitants per km².
Dels 2.034 habitatges en un 31,7% hi vivien nens de menys de 18 anys, en un 58,9% hi vivien parelles casades, en un 9,6% dones solteres, i en un 27,9% no eren unitats familiars. En el 21% dels habitatges hi vivien persones soles el 7,9% de les quals corresponia a persones de 65 anys o més que vivien soles. El nombre mitjà de persones vivint en cada habitatge era de 2,55 i el nombre mitjà de persones que vivien en cada família era de 2,96.
Per edats la població es repartia de la següent manera: un 24,2% tenia menys de 18 anys, un 9,7% entre 18 i 24, un 25,1% entre 25 i 44, un 28,4% de 45 a 60 i un 12,6% 65 anys o més.
L'edat mediana era de 40 anys. Per cada 100 dones de 18 o més anys hi havia 94,2 homes.
La renda mediana per habitatge era de 40.240 $ i la renda mediana per família de 47.612 $. Els homes tenien una renda mediana de 32.226 $ mentre que les dones 20.576 $. La renda per capita de la població era de 17.885 $. Aproximadament el 4,4% de les famílies i el 6,7% de la població estaven per davall del llindar de pobresa.

## Poblacions properes
El següent diagrama mostra les poblacions més properes.